# Diidrobenzofenantridina ossidasi
La Diidrobenzofenantridina ossidasi è un enzima appartenente alla classe delle ossidoreduttasi, che catalizza la seguente reazione:
(1) diidrosanguinarina + O2 ⇄ sanguinarina + H2O2
(2) diidrochelirubina + O2 ⇄ chelirubina + H2O2
(3) diidromacarpina + O2 ⇄ macarpina + H2O2
È un enzima che richiede CuII; si trova nelle piante superiori e produce forme ossidate degli alcaloidi derivati dalla benzofenantridina. 